# لی هوان
لی هوان (چینی: 李煥؛ زادهٔ ۸ فوریه ۱۹۱۷ – درگذشته ۲ دسامبر ۲۰۱۰) یک سیاست‌مدار اهل تایوان که از ۱ ژوئن ۱۹۸۹ تا ۱ ژوئن ۱۹۹۰ نخست‌وزیر این کشور بود.